# 做题家
做题家是中国大陆在2020年起开始流行的讽刺性互联网用语，是指擅长高考很会写题目拿高分、但在现实工作和生活中不会解决复杂实际问题的人，泛指应试教育体制下培养出的擅长重复性工作但缺乏独立思维和创造性的书呆子，类似于1990年代曾引发社会批判的“高分低能”。这话最早出自人人网的网友论战之中。

## 出处
做题家最早是在人人网的的一名网友李硕与清华毕业生陆遥遥论辩之中产生。
2019年後，历史作家刘仲敬开始在社交媒体频繁使用「做题家」一詞，来称呼某些特定的群体，这个用语变得流行起来。甚至还有一些媒体误以为「做题家」是刘仲敬的自创词。
2020年5月，豆瓣小组「985废物引进计划」建立。在这个小组中都是上了985院校的学生，本该是优秀的名校学生，但是他们开始自嘲并自称废物。由做题家一词引申出了「小镇做题家」。这话的语意是说做题只是一种能力，除了考出很高的分数，其他什麽都不会。北京大学精神卫生博士汪冰还认为，做题家一词在刚刚出现的时候就已经带有贬义。